# Església de l'Eutanàsia
L'Església de l'Eutanàsia (en anglès: Church of Euthanasia) és una organització religiosa fundada per Chris Korda (reverenda Korda) i Robert Kimberk (pastor Kim) a Boston, Massachusetts, als Estats Units d'Amèrica l'any 1992.
Tal com es diu al seu web, és "una fundació educativa sense ànim de lucre dedicada a restaurar l'equilibri entre els éssers humans i la resta d'espècies de la Terra". Els membres d'aquesta organització afirmen això només és possible amb una reducció massiva i voluntària de la població.
El seu eslògan és "Salva el planeta, suicida't" i la seva ideologia es basa en un sol manament: "No procrearàs". Els seus quatre pilars principals són: suïcidi, avortament, canibalisme (del ja mort) i sodomia (entès com a qualsevol acte sexual que no permet la procreació). La reducció de població que proposa l'organització ha de ser només per mitjans voluntaris i, per tant, l'assassinat i l'esterilització involuntària són estrictament prohibits.